# Campeonato Paranaense de Futebol Feminino de 2024
O Campeonato Paranaense de Futebol Feminino de 2024 foi a vigésima quinta edição deste campeonato estadual de futebol feminino, que foi organizado pela Federação Paranaense de Futebol (FPF). O torneio teve início em 19 de outubro e terminou no dia 26 de outubro.
O campeão desta edição foi o Athletico Paranaense, que conquistou o seu quinto título estadual seguido vencendo o seu rival Coritiba na final, pelo segundo ano consecutivo.

## Regulamento
Apenas quatro equipes disputaram o campeonato na temporada 2024.
Por mais um ano seguido, o número de participantes caiu em relação ao campeonato anterior: o campeonato teve apenas quatro equipes inscritas, uma a menos do que em 2023 e duas a menos do que 2022.
O campeonato foi disputado em duas etapas: A primeira foi a fase classificatória, onde os quatro times jogaram entre si em apenas jogos de ida, totalizando três rodadas onde cada time jogou três jogos, e as duas melhores equipes avançaram para a final. Todas as partidas do campeonato foram disputadas em Curitiba, nos estádios José Carlos de Oliveira Sobrinho, Maurício Fruet e Francisco Muraro.
As partidas do campeonato tiveram a duração de 90 minutos, sendo divididos em dois tempos de 45 minutos cada e com 15 minutos de intervalo.

### Critérios de desempate
De acordo com o regulamento geral das competições profissionais, em caso de empate em pontos ganhos entre dois ou mais clubes, o desempate seria definido observando-se os critérios abaixo:
1. Maior número de vitórias;
2. Maior saldo de gols;
3. Maior número de gols a favor;
4. Confronto direto;
5. Menor número de cartões vermelhos recebidos;
6. Menor número de cartões amarelos recebidos;
7. Sorteio público na sede da FPF.

## Participantes
| Equipe               | Cidade   | 2023     | Títulos            |
| -------------------- | -------- | -------- | ------------------ |
| Athletico Paranaense | Curitiba | 1° lugar | 4 (último em 2023) |
| Coritiba             | Curitiba | 2° lugar | 0 (não possui)     |
| Toledo               | Toledo   | 3° lugar | 0 (não possui)     |
| SOBI São Braz        | Curitiba | 5° lugar | 0 (não possui)     |

## Transmissão
Todas as partidas do Campeonato Paranaense Feminino de 2024 foram transmitidas ao vivo pela TV FPF, no YouTube.

## Primeira fase

### Classificação
Fonte: 
|  | Equipes classificadas para a final  |
|  | Equipes eliminadas na primeira fase |

| Pos. | Equipes              | P | Jogos | Jogos | Jogos | Jogos | Gols | Gols | Gols | Cartões                       | Cartões | %   |
| Pos. | Equipes              | P | J     | V     | E     | D     | GP   | GC   | SG   | Penalizado com cartão amarelo | Expulso | %   |
| ---- | -------------------- | - | ----- | ----- | ----- | ----- | ---- | ---- | ---- | ----------------------------- | ------- | --- |
| 1    | Athletico Paranaense | 9 | 3     | 3     | 0     | 0     | 21   | 1    | +20  | 5                             | 1       | 100 |
| 2    | Coritiba             | 6 | 3     | 2     | 0     | 1     | 10   | 4    | +6   | 3                             | 0       | 67  |
| 3    | Toledo               | 3 | 3     | 1     | 0     | 2     | 5    | 13   | -8   | 5                             | 0       | 33  |
| 5    | SOBI São Braz        | 0 | 3     | 0     | 0     | 3     | 0    | -18  | -18  | 10                            | 0       | 0   |

### Partidas

#### Primeira rodada
| 19 de outubro Jogo 1 | SOBI São Braz | 0 – 5     | Coritiba                                         | Curitiba                                                                     |  |
| 14:00                |               | Relatório | - Kauane 3', 47', 52' - Jessica 46' - Jezita 74' | Estádio: José Carlos de Oliveira Sobrinho Árbitro: PR Douglas Maciel Miranda |  |

| 19 de outubro Jogo 2 | Athletico Paranaense                                                                                         | 9 – 0     | Toledo | Curitiba                                                                             |  |
| 16:00                | - Eduarda Tosti 17', 23', 56' - Julia Souza 27' - Thalita 62' - Jaini 74', 75' - Iasmyn 80' - Alessandra 89' | Relatório |        | Estádio: José Carlos de Oliveira Sobrinho Árbitro: PR João Marcos dos Santos Velloso |  |

#### Segunda rodada
| 22 de outubro Jogo 3 | Coritiba     | 1 – 3     | Athletico Paranaense                         | Curitiba                                                           |  |
| 18:00                | - Kauane 11' | Relatório | - Eduarda 1' - Ana Rafaela 35' - Jaielly 80' | Estádio: Maurício Fruet Árbitro: PR Bruno William Rodrigues Vieira |  |

| 22 de outubro Jogo 4 | Toledo                                       | 4 – 0     | SOBI São Braz | Curitiba                                                       |  |
| 20:00                | - Beatriz 54', 65' - Ester 76' - Giovana 88' | Relatório |               | Estádio: Maurício Fruet Árbitro: PR Alexandre Schimith Schwalb |  |

#### Terceira rodada
| 24 de outubro Jogo 5 | Coritiba                                              | 4 – 1     | Toledo      | Curitiba                                                    |  |
| 18:00                | - Kauane 14' - Rafaela 32' - Vitoria 36' - Doroty 47' | Relatório | - Ester 81' | Estádio: Maurício Fruet Árbitro: PR Lais Aparecida Zavoiski |  |

| 24 de outubro Jogo 6 | Athletico Paranaense                                                                          | 9 – 0     | SOBI São Braz | Curitiba                                                               |  |
| 20:00                | - Beatriz 7' - Maria Heloisa 19' - Jaielly 30', 32', 68', 81', 90' - Emily 44' - Fernanda 60' | Relatório |               | Estádio: Maurício Fruet Árbitro: PR Maria Luiza Brandellero dos Santos |  |

## Final

### Final
A final do estadual aconteceu no dia 26 de outubro, no estádio Francisco Muraro, e pelo segundo ano consecutivo, a final foi decidida em um Atletiba. E nela, o Athletico Paranaense derrotou o Coritiba por 3–0 nos pênaltis, após empate por 2–2 no tempo normal e conquistou o pentacampeonato estadual.
| 26 de outubro Jogo 7      | Athletico Paranaense              | 2 – 2 (3 – 0 pen.)      | Coritiba                   | Curitiba |  |
| 16:00                     | - Doroty 24' (g.c.) - Jaielly 89' | Relatório               | - Kauane 11' - Jessica 40' | Estádio: Francisco Muraro Árbitra: PR Maria Luiza Brandellero dos Santos Árbitros assistentes: PR Jennifer Cassiane Soares PR Betsi de Oliveira |  |
|                           |                                   | Penalidades             |                            | |  |
| Ana Rafaela Isabela Julia |                                   | Rafaela Vitoria Sabrina |                            | |  |

## Premiação
| Campeonato Paranaense de Futebol Feminino de 2024 |
| Paraná                                            |
| ------------------------------------------------- |
| Athletico Paranaense Campeão (5.º título)         |

## Estatísticas

### Artilharia
| Gols | Jogadora        | Equipe               |
| ---- | --------------- | -------------------- |
| 7    | Jaielly         | Athletico Paranaense |
| 6    | Kauane          | Coritiba             |
| 3    | Eduarda Tosti   | Athletico Paranaense |
| 2    | 4 futebolistas  | —                    |
| 1    | 16 futebolistas | —                    |

### Hat-tricks
| Jogadora      | Gols          | Clube                | Placar | Adversário    | Data          | Ref.   |
| ------------- | ------------- | -------------------- | ------ | ------------- | ------------- | ------ |
| Kauane        | 3', 47', 52'  | Coritiba             | 5 – 0  | SOBI São Braz | 19 de outubro | [ 10 ] |
| Eduarda Tosti | 17', 23', 56' | Athletico Paranaense | 9 – 0  | Toledo        | 19 de outubro | [ 11 ] |

### Manita
| Jogadora | Gols                    | Clube                | Placar | Adversário    | Data          | Ref.   |
| -------- | ----------------------- | -------------------- | ------ | ------------- | ------------- | ------ |
| Jaielly  | 30', 32', 68', 81', 90' | Athletico Paranaense | 9 – 0  | SOBI São Braz | 24 de outubro | [ 12 ] |